# Орфей (фильм)
«Орфей» (фр. Orphée) — сюрреалистическая кинофантазия Жана Кокто, основанная на мифе об Орфее и Эвридике, вторая часть «Орфической трилогии», в которую также входят фильмы «Кровь Поэта» (1932) и «Завещание Орфея» (1960). Основой для сценария послужила одноимённая пьеса Кокто, написанная им в 1926 году.

## Сюжет
Знаменитый поэт и кумир толпы Орфей и некая принцесса в чёрном становятся свидетелями многолюдной драки в кафе. После прибытия полиции юный поэт Сежест был сбит невесть откуда взявшимися мотоциклистами. Орфей и принцесса отвозят бездыханное тело Сежеста на загородную виллу, где он от прикосновения принцессы необъяснимым образом оживает.
На следующее утро Орфей начинает получать по радиоприёмнику в машине странные, бессвязные сообщения. Ему кажется, что это драгоценные крупицы великой поэзии. В надежде вернуть утраченное вдохновение он забывает о молодой жене, Эвридике, и проводит целые дни в гараже, записывая сообщения. Как становится ясно впоследствии, это строчки из стихов Сежеста. Когда Орфей публикует их как собственные, его обвиняют в плагиате.
Между тем по ночам, когда Орфей спит, к нему в комнату из зеркала приходит таинственная принцесса. Это сама Смерть, а зеркало — тот портал, которым она входит в мир людей и уходит из него. Ведь только при взгляде на зеркало человек понимает, что стареет. Видимо, по её приказу покойный Сежест диктует свои стихи Орфею. Принцессу сопровождает водитель по имени Эртебиз. Когда-то он тоже был человеком, но умер; во время посещений дома Орфея он влюбляется в Эвридику.
Любовь потусторонних созданий к смертным чревата трагедией. Единственный способ воссоединиться с любимым — отправить его на тот свет. К такому выводу приходит принцесса и посылает к дому Орфея своих мотоциклистов. По роковой ошибке под их колёса попадает Эвридика. Нарушив обет молчания, Эртебиз ведет Орфея через зеркало на поиски жены в потусторонний мир зазеркалья, где они присутствуют при необычном судебном разбирательстве.
Подсудимая — сама Смерть. Высшие силы (представленные в виде типичного для Франции военного времени трибунала) обвиняют её в том, что она допустила смешение чувства и долга, что из любви к Орфею она забрала раньше срока жизнь человека. За это её ожидает ужасная кара. Орфей забирает Эвридику и приводит её обратно к себе в дом. Чтобы она осталась в живых, он не должен отныне смотреть на неё.
Жизнь Орфея и Эвридики становится нестерпимой. При его появлении она вынуждена выскакивать в другую комнату или прятаться под стол. Однажды их взгляды пересекаются в зеркале автомобиля… Финал картины оптимистичен. Орфей и Эвридика просыпаются и говорят друг другу о том, что видели удивительный сон. Эвридика ждёт ребёнка.

## В ролях
- Жан Маре — Орфей
- Франсуа Перье — Эртебиз
- Мария Казарес — принцесса Смерть
- Мари Деа — Эвридика
- Анри Кремье — редактор
- Роже Блен — поэт
- Эдуар Дермит — Жак Сежест
- Рене Ворм — судья

## Награды и номинации
- Фильм был номинирован на премию BAFTA в категории «Лучший фильм» в 1951 году.